# Hypoderma commune
Hypoderma commune är en svampart som först beskrevs av Elias Fries, och fick sitt nu gällande namn av Duby 1862. Hypoderma commune ingår i släktet Hypoderma och familjen Rhytismataceae.  Arten är reproducerande i Sverige. Inga underarter finns listade i Catalogue of Life.